# Campionato sudamericano di rugby 1997
Il campionato sudamericano di rugby 1997 (in spagnolo Sudamericano de Rugby 1997; in portoghese Campeonato Sul-Americano de Rugby de 1997) fu il 20º campionato continentale del Sudamerica di rugby a 15.
Si tenne, in forma itinerante, dal 24 agosto al 4 ottobre 1997 e fu vinto dall'Argentina al suo diciannovesimo successo, ottavo consecutivo.
Il torneo fu organizzato dalla Confederación Sudamericana de Rugby e la campione uscente Argentina vinse tutte e tre le sue gare, imponendosi per la diciannovesima volta su venti edizioni.
Il valore delle marcature, come stabilito dall’IRFB nel 1992, era: 5 punti per ciascuna meta (7 se trasformata), 3 punti per la realizzazione di ciascun calcio piazzato, idem per il drop.

## Squadre partecipanti
- Argentina
- Cile
- Paraguay
- Uruguay

## Risultati
| Arbitro: | Roberto Martínez |

|                        |      |              |
| Cardoso Vecino         | mt   | Pizarro      |
| Sciarra Suárez         | tr   |              |
| Sciarra (4) Suárez (2) | c.p. | González (4) |

| Santiago del Cile 30 agosto 1997 | Cile | 58 – 16 | Paraguay | C.D. Stade Français |

| Arbitro: | Marcelo Didier |

|                                                                        |    |  |
| Aguirre Brandi Carmona M. Díaz Giannantonio Gómez (3) Rave Rotondo (3) | mt |  |
| Luna (9)                                                               | tr |  |

| Arbitro: | Gustavo López |

|           |      |                                                                |
|           | mt   | Aguirre Ferres (2) Labat Ormaechea Reyes Sciarra D. Suárez (2) |
|           | tr   | Reyes (6) Sciarra (2)                                          |
| Reyes (2) | c.p. | Britos (3)                                                     |

| Arbitro: | Manuel Toledo |

|                   |      |                                                                                    |
| Ormaechea tecnica | mt   | Albanese Díaz Alberdi N. Fernández Miranda Orengo (2) Promanzio Soler Ugartemendia |
| Reyes (2)         | tr   | J. Fernández Miranda (5)                                                           |
| Reyes             | c.p. | J. Fernández Miranda                                                               |
|                   | drop | J. Fernández Miranda                                                               |

| Arbitro: | Eduardo Blengio |

|                                            |      |          |
| Durand Gravano Lopresti Mulieri 2 Ruiz (2) | mt   | Pizarro  |
| Mesón (6)                                  | tr   | González |
| Mesón                                      | c.p. | González |

## Classifica
| Pos | Squadra   | G | V | N | P | PF  | PS  | DP   | Pt |
| --- | --------- | - | - | - | - | --- | --- | ---- | -- |
| 1   | Argentina | 3 | 3 | 0 | 0 | 184 | 27  | +157 | 6  |
| 2   | Uruguay   | 3 | 2 | 0 | 1 | 116 | 82  | +34  | 4  |
| 3   | Cile      | 3 | 1 | 0 | 2 | 85  | 98  | −13  | 2  |
| 4   | Paraguay  | 3 | 0 | 0 | 3 | 25  | 203 | −178 | 0  |